# Sulzer Tunnel
Der Sulzer Tunnel ist ein 296 m langer Eisenbahntunnel der Bahnstrecke Plochingen–Immendingen in Sulz am Neckar.
Der gerade, zwischen den Streckenkilometern 94,703 und 95,001 verlaufende Tunnel nimmt ein mit bis zu 110 km/h befahrbares Gleis auf. Im Bereich des Nordportals fädelt in nördlicher Richtung ein zweites Gleis auf einer Weiche aus.
Das südliche Einfahrsignal des Bahnhofs Sulz am Neckar steht südwestlich des Tunnels, der Tunnel ist somit betrieblich Teil des Bahnhofs.

## Geschichte
Das Bauwerk wurde 1867 eröffnet und 1927 bilanziell aktiviert.
2008 war das Bauwerk der Zustandsnote 1 („Punktuelle Schäden am Bauwerksteil, welche die Sicherheit nicht beeinflussen. Maßnahmen des vorbeugenden Unterhalts sind bei langfristig (länger als 30 Jahre) zu erhaltenden Bauwerksteilen auf ihre Wirtschaftlichkeit hin zu prüfen.“) zugeordnet, 2014 und 2017 der Zustandsnote 3 („Umfangreiche Schäden am Bauwerksteil, welche die Standsicherheit nicht beeinflussen. Eine Instandsetzung ist noch möglich, ihre Wirtschaftlichkeit ist zu prüfen“).
Um 2014 wurde der Tunnel täglich von 14 Zügen des Schienenpersonenfernverkehrs, 35 Zügen des Schienenpersonennahverkehrs sowie 19 Güterzügen befahren.
2014 war ab 2015 eine dreijährige Sanierung des Mauerwerks geplant.
Im Rahmen des Gäubahnausbaus ist inzwischen geplant, zwischen Neckarhausen und Sulz einen 3,5 km langen, eingleisigen Tunnel (mit Rettungsstollen) sowie eine 700 m lange Talbrücke zu errichten. Eine zuvor erwogener, eingleisiger Tunnel zwischen dem Bahnhof Sulz und Neckarhausen war verworfen worden.